# 德米特里夫卡 (梅納區)
51°29′32″N 31°51′38″E / 51.49222°N 31.86056°E
德米特里夫卡（烏克蘭語：Дмитрівка）是位於烏克蘭北部切爾尼戈夫州裏科留基夫卡區的村莊，始建於1850年，面積0.56平方公里，海拔高度118米，2001年人口124，人口密度每平方公里221.43人。